# Mamadou Diouf

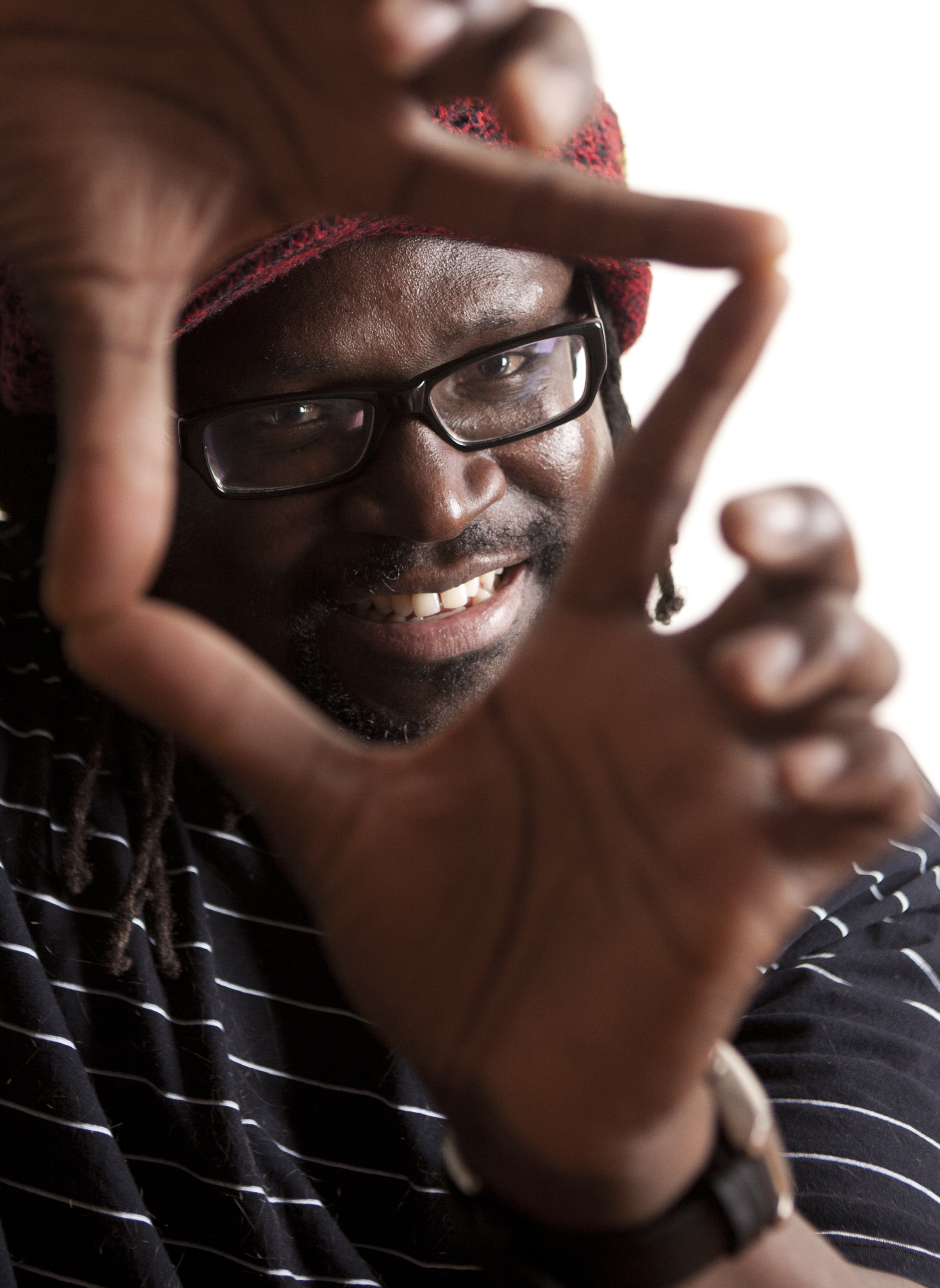

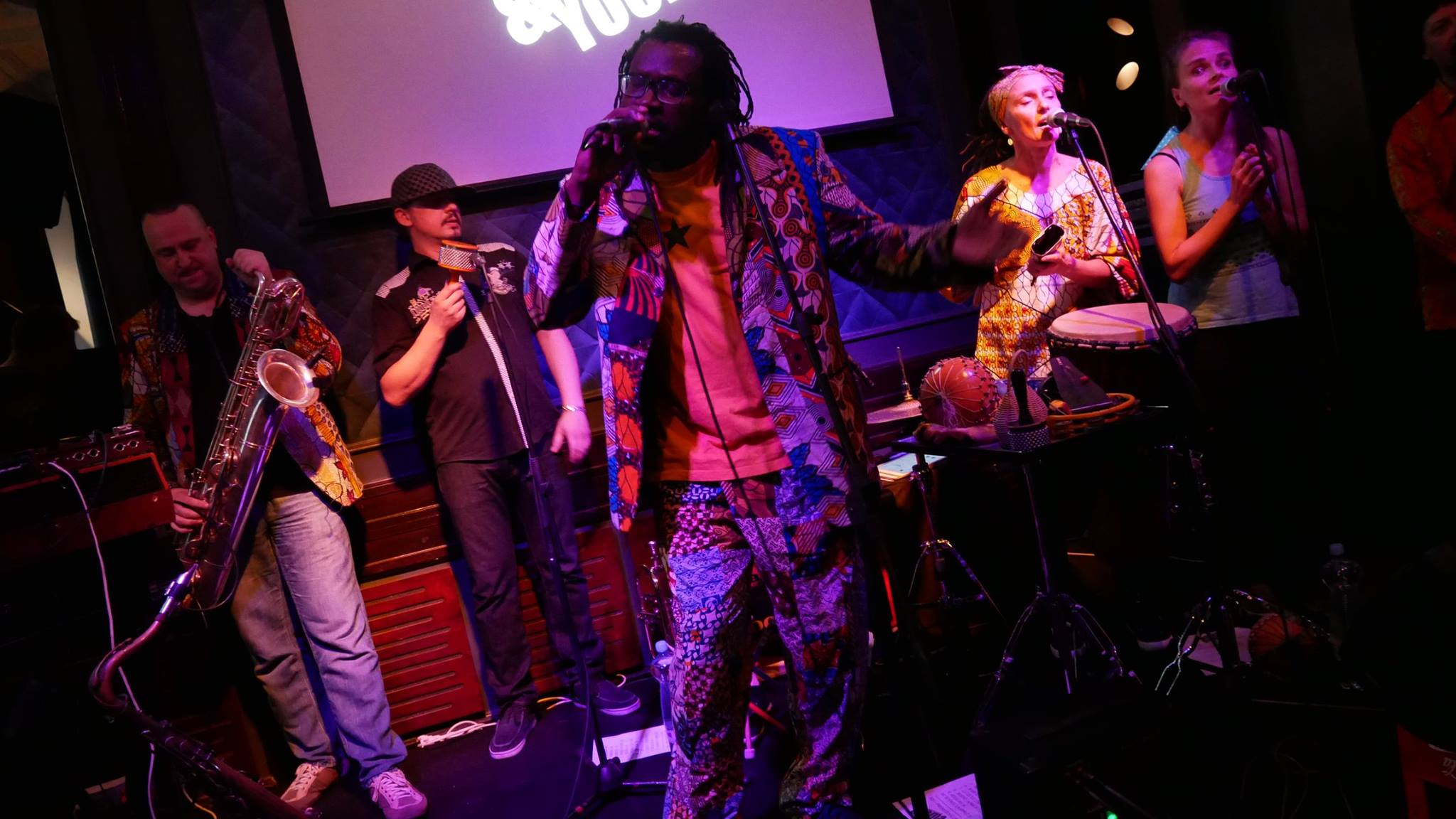
Zzespół „Mamadou & Sama Yoon” podczas promocji 2-go klipu „mangi xaar” w klubie Spatif w Warszawie latem 2017

Mamadou Diouf (ur. 23 czerwca 1963) – senegalsko-polski wokalista, dziennikarz, animator kultury i działacz społeczny. Od 2007 roku posiada polskie obywatelstwo.
Z wykształcenia lekarz weterynarii, z powołania muzyk i pisarz. Przewodniczący Polskiego Komitetu ds. Obchodów Międzynarodowego Roku Ludności Pochodzenia Afrykańskiego. Mieszkając w Polsce od 1983 roku pełni rolę popularyzatora kultury afrykańskiej, szczególnie tej nieznanej.

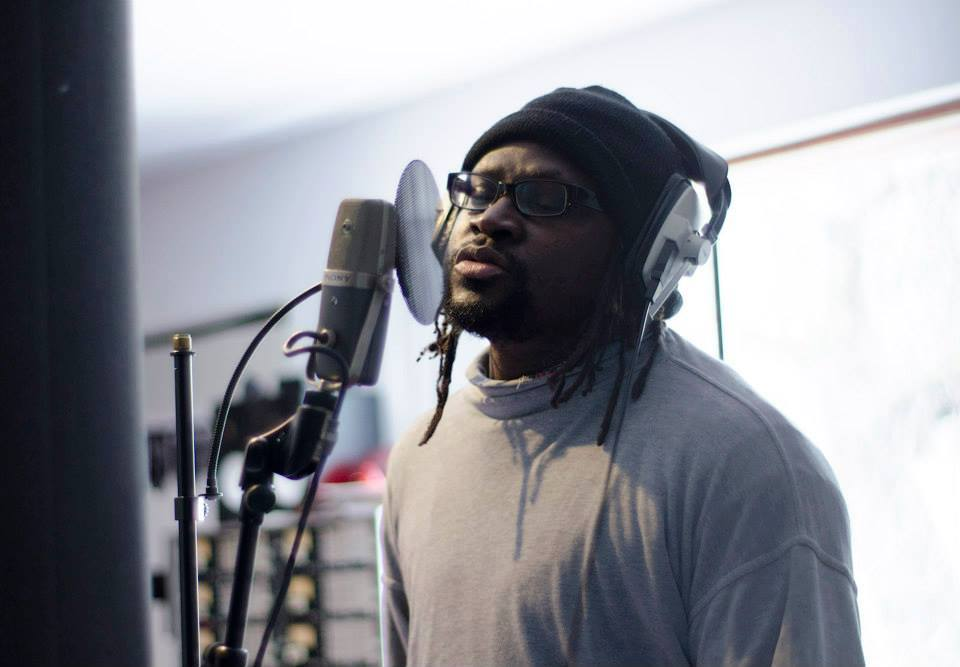
Podczas nagrania albumu „Umbada” latem 2015

## Życiorys
Do Polski przyjechał na studia w 1983 roku. Po rocznym kursie języka polskiego w Łodzi studiował w Warszawie w Szkole Głównej Gospodarstwa Wiejskiego, gdzie w 1990 ukończył Wydział Weterynaryjny. W 1995 uzyskał stopień doktora nauk weterynaryjnych na podstawie pracy Możliwości ograniczenia wzrostu pałeczek Salmonella i Staphylococcus aureus w mięsie ryb poddawanych soleniu i suszeniu (promotor: Jacek Szczawiński).
Jest współtwórcą portalu Afryka.org – portalu działającego od 2007 na rzecz poprawy wizerunku Afryki. Jest także korespondentem portalu Kontynent Warszawa-Warszawa Wielu Kultur. Współzałożyciel (z dr. Pawłem Średzińskim) Fundacji Afryka Inaczej, która organizuje od 2009 dużą liczbę przedsięwzięć o charakterze kulturalnym czy społecznym. Wiele z nich gości już w Polsce cyklicznie i rozwija zasięg działań (m.in. Dzień Afryki).
W latach 2012–2015 członek Społecznej Rady Kultury przy Prezydencie Miasta Warszawy.
Od lat propaguje afrykańskie kultury w polskich mediach: Jazz Radio (2002–2008), Radio PIN (2008–2013), od października 2014 Polskie Radio RDC; a także w Machinie.
Od połowy lat 90' jako DJ prezentował w warszawskich klubach (Hybrydy, Tygmont, Klub Dziennikarza) muzykę tropikalną: od Indii przez świat arabski, Afrykę i Karaiby.

## Kariera muzyczna
Wszechstronny artysta, który wpisał swoją egzotykę do polskiej kultury na stałe, pod koniec lat 80’, biorąc udział w wielu inicjatywach, m.in. współtworzył takie kapele reggae jak Pol-Ska czy Open Daily. Później współpracował z multiinstrumentalistą Włodzimierzem Kiniorskim. W 1993 nagrał właśnie z Orkiestrą Kiniora (Włodzimierz Kiniorski, Radek Nowakowski) album African snow (MC 1993, CD 2000). Teksty autorstwa Mamadou i muzyka Kiniora powstały zimą 93’ w teatrze Witkacego w Zakopanem. W 2007 nagrali wspólnie kolejną płytę Fakira (jako Kinior & Mamadou, Box Music 2007).
Druga połowa lat 90’ to przede wszystkim wieloletnia współpraca z Wojciechem Waglewskim i zespołem Voo Voo. W latach 1995–2001 Mamadou Diouf brał udział w nagraniach albumów Zapłacono (1994) i Rapatapa-to-ja (1995). kolejna kapela z którą Senegalczyk nagrywał i koncertował to Tam Tam Project i Tytus Wojnowicz. Ten zespół wydał dwie płyty: Tam Tam Project (2001) i Sunu music (2005).
Kiedy jego rodak i gitarzysta Pako Sarr przyjechał z Francji do Warszawy w 2007, założyli najpierw zespół Diolof-Man, potem trio Sahel Blues razem z przyjacielem i saksofonistą Grzegorzem Rytką. W duecie z Pako Sarrem napisał muzykę do programu TVP Polonia „Boso przez świat” w 2007 roku.
Śpiewa przede wszystkim w senegalskim języku wolof, czasem po polsku i francusku. Po drodze Mamadou współpracował z innymi zespołami jak Habakuk i zaśpiewał w duecie z Anną Marią Jopek na płytach: Ale jestem (1997) i Jasnosłyszenie (1999), a także z Karoliną Cichą w 2010 roku.
Wraz z Becaye Aw oraz muzykami Kapeli ze Wsi Warszawa: Mają Kleszcz i Wojtkiem Krzakiem Diouf nagrał płytę Dla Anny, ul. Zachodzącego Słońca do słów Bogdana Loebla – poety, autora kilkuset tekstów piosenek i bluesów między innymi dla zespołu Breakout i Tadeusza Nalepy.
W 2014 wraz z saksofonistą Grzegorzem Rytką założył zespół Sama Yoon, z którym w 2016 wydał album Umbada.
Ponadto wraz z Fundacją Afryka Inaczej i przyjaciółmi odnowił polskie szlagiery (premiera albumu muzycznego pt. "Warszawa da się lubić" odbyła się 12 grudnia 2013).

## Wybrana dyskografia
Albumy studyjne
| Tytuł                                                                             | Dane dot. albumu                                     |
| --------------------------------------------------------------------------------- | ---------------------------------------------------- |
| African Snow (Mamadou & Kinior Orchestra)                                         | - Data: 1993 - Wydawca: Kamahuk/On-U Sound           |
| Tam Tam Project (Tam Tam Project)                                                 | - Data: 2001 - Wydawca: Krab                         |
| Sunu Music (Tam Tam Project)                                                      | - Data: 2005 - Wydawca: ARMS Music                   |
| Dla Anny, ul. Zachodzącego Słońca (Bogdan Loebl & St Africa & Incarnations Wa-wa) | - Data: 2005 - Wydawca: Kamahuk                      |
| Fakira (Kinior & Mamadou)                                                         | - Data: 2007 - Wydawca: BOX Music                    |
| Umbada (Mamadou & Sama Yoon)                                                      | - Data: 8.04.2016 - Wydawca: Dom Wydawniczy For Tune |

Notowane utwory
| Tytuł                                                                 | Rok  | Pozycja na liście | Album   |
| Tytuł                                                                 | Rok  | RDC               | Album   |
| --------------------------------------------------------------------- | ---- | ----------------- | ------- |
| Warsaw Afrobeat Orchestra – „Close To Far” (gościnnie: Mamadou Diouf) | 2015 | 12                | Wendelu |

Inne
| Album                            | Rok  | Utwór | Źródło |
| Voo Voo – zapłacono              | 1994 | "Czajnik" (gościnnie: Mamadou Diouf) "Ol Daldi" (gościnnie: Mamadou Diouf)                                                      | [ 13 ] |
| Voo Voo – Rapatapa-to-ja         | 1995 | "Rapatapa-to-ja" (gościnnie: Mamadou Diouf) "Tropikalny list" (gościnnie: Mamadou Diouf) "Mungi doh" (gościnnie: Mamadou Diouf) | [ 14 ] |
| -------------------------------- | ---- | --- | ------ |
| Voo Voo – Oov Oov                | 1998 | „Dwa w jednym umpa umpa” (gościnnie: Mamadou Diouf)                                                                             | [ 15 ] |
| Fisz – Polepione dźwięki         | 2000 | „Balon” (gościnnie: Mamadou Diouf)                                                                                              | [ 16 ] |
| C.A.S.A. & Los Amigos – Maczo?   | 2000 | „Wszystko spełni się” (gościnnie: Mamadou Diouf)                                                                                | [ 17 ] |
| K.A.S.A. – Za friko              | 2002 | „Zrobię tak” (gościnnie: Mamadou Diouf)                                                                                         | [ 18 ] |
| Zakopower – Na siedem            | 2007 | „W dzikie wino zaplątani” (gościnnie: Mamadou Diouf)                                                                            | [ 19 ] |
| Habakuk – Family Front           | 2008 | "Xamadi"(gościnnie: Mamadou Diouf)                                                                                              | [ 20 ] |
| Wawa2010.pl                      | 2010 | "Warszawa jest smutna bez Ciebie" – Karolina Cicha & Mamadou Diouf                                                              | [ 21 ] |
| Karolina Cicha – Miękkie maszyny | 2012 | "Nasze miejsce"(gościnnie: Mamadou Diouf)                                                                                       | [ 22 ] |
| The Bartenders – Szumna Session  | 2013 | "Tefes" (gościnnie: Mamadou Diouf)                                                                                              | [ 23 ] |
| Caucasus + vol.1: Georgia        | 2015 | 'Sisa" – Chveneburebi & Psio Crew & Mamadou Diouf                                                                               | [ 24 ] |

## Filmografia
| Tytuł  | Rok  | Uwagi                                                       | Źródło |
| ------ | ---- | ----------------------------------------------------------- | ------ |
| „Kret” | 2010 | jako Djibril; film fabularny, reżyseria: Rafael Lewandowski | [ 25 ] |

## Publikacje książkowe
W marcu 2011 Diouf wydał swoją pierwszą książkę w języku polskim, Mała książka o rasizmie, nakładem wydawnictwa Czarna Owca.
W 2010 Fundacja Afryka Inaczej wydała książkę, Afryka w Warszawie: dzieje diaspory Afrykańskiej nad Wisła, pod redakcja Pawła Średzińskiego i Mamadou Diouf'a. Książka otrzymała rok później nagrodę „Stołek” Redakcji „Gazety Stołecznej”.
W 2011 ukazał się „Afrykański spacerownik po Warszawie”, autorstwa Mamadou Dioufa, wydany przez Fundację „Afryka Inaczej”, przy wsparciu Miasta st. Warszawy.